# الجله العليا (أسلم)

تعديل مصدري - تعديل

الجله العليا هي إحدى قرى عزلة أسلم الشام بمديرية أسلم التابعة لمحافظة حجة، بلغ تعداد سكانها 110 نسمة حسب تعداد اليمن لعام 2004.